# Dallas Streetcar
A Dallas Streetcar egy 2,45 mérföldes (3,94 km) modern villamosvonal a texasi Dallasban, amely Dallas városának tulajdonában van, és a Dallas Area Rapid Transit üzemelteti, amely a dallasi DART villamossíneket is üzemelteti. A vonal építése 2013 májusában kezdődött, és 2015. április 13-án nyitotta meg kapuit a közforgalom előtt.
A villamosvonal Dallas belvárosa és Oak Cliff között közlekedik a Houston Street Viadukton keresztül. A villamosvonal eredetileg a Union Stationtől a Methodist Dallas Medical Centerig közlekedett, de 2016. augusztus 29-én megnyílt a Bishop Arts Districtig tartó meghosszabbítása.

## Háttér
A Dallas Streetcar projekt a DART, Dallas városa és az Észak-Közép-Texasi Kormányzótanács (NCTCOG) együttműködésével jött létre. 2010 decemberében a DART-nak odaítélt szövetségi TIGER-támogatás révén a projekt 23 millió amerikai dolláros kezdeti finanszírozást kapott. Később további 3 millió dolláros szövetségi ösztönző dollárt ítéltek oda a projektnek. A DART 22 millió dollár helyi forrást csoportosított át a villamosprojekthez, amelyet eredetileg az Inwood/Love Field állomás és a Dallas-Love repülőtéri terminál között tervezett személyszállítóra szántak. 2013 januárjában az NCTCOG jóváhagyta 31 millió dollár állami forrás átcsoportosítását a villamosprojekthez, amelyet szintén a Love Field-i személyszállítóra szántak. A kombinált finanszírozás lehetővé tenné a villamosprojekt első és második szakaszának megépítését.

## Szolgáltatás

### 1. szakasz (Union Station és a Dallas Methodist Medical Center között)
A dallasi villamosvonal 1. fázisa, amely a Union Stationtől a Methodist Dallas Medical Centerig (a vonal „Beckley” megállója) közlekedik, 2015. április 13-án nyílt meg. A szolgáltatás hétköznapokon 20 percenként közlekedik, és az utazás ingyenes. 2016 februárjában a villamos üzemidejét kiterjesztették hétköznapokon reggel 9:30 és éjfél közöttre, és hétvégi szolgáltatást is kínálnak.
Az 1. fázis építése 2013 májusában kezdődött. 2014 szeptemberére az 1. fázis pályaépítésének nagy része befejeződött. A Brookville-től megrendelt két villamos közül az elsőt 2015. március 20-án szállították le. Az 1. fázis 2015. április 13-i megnyitójának idején a második villamos jármű még nem volt leszállítva. Azt 2015. május 15-én szállították le.

### 2. fázis (Dallas Methodist Medical Center a Bishop Arts District-ig)
A dallasi villamosvonal 2. fázisa a vonal eredeti déli végállomásától, a Methodist Dallas Medical Center-től (Beckley megálló) délre, az Oak Cliff-i Bishop Arts District-ig tart. 2015. április 28-án a DART igazgatótanácsa jóváhagyta a Bishop Arts meghosszabbításának építési szerződését. 2015. június 17-én a dallasi városi tanács hozzájárult a 2. fázis építésének finanszírozásához legfeljebb 27,5 millió dolláros rendelkezésre álló támogatási pénzből.
A 2. fázis megnyitására készülve a DART közölte, hogy a szolgáltatás gyakorisága 30 percről 20 percre csökkenne egy második villamos bevezetésével a vonalon. 2016. augusztus 29-én nyílt meg a meghosszabbítás.

### Jövőbeni bővítési tervek
A villamosvonal jövőbeli tervei között szerepel a Union Stationtől a Dallas Convention Centerig történő meghosszabbítás, valamint az M-Line trolival való összeköttetés a Main Street District-en keresztül. A 96,2 millió dolláros projekt, amelyet „Central Link”-nek neveznek, az Elm és a Commerce új vágányait használja majd, hogy kelet felé haladjon a Union Stationtől az Olive és a St. Paul utcákig, csatlakozva a McKinney Avenue troli vágányaihoz. A tervek szerint a D2 Subway villamospálya projekttel együtt épült volna meg.

## Gördülőállomány
2013 februárjában megrendelték a Brookville Equipment Corporationtől a két alacsonypadlós villamoskocsit, amelyek a vonalon történő szolgáltatás biztosítására szolgálnak. A Brookville „Liberty” típusú csuklós kocsik 67 láb (20,42 m) hosszúak, és korlátozottan képesek a felsővezetékektől távol, akkumulátoros üzemmóddal működni. Ez az akkumulátoros üzemmód lehetővé teszi, hogy a villamosok a Houston Street-i viadukton keresztül közlekedjenek, ahol nincsenek felsővezetékek telepítve. Az első kocsit (302-es számú) 2015. március 20-án szállították le, és a vonal április közepi megnyitásakor ez volt az egyetlen kocsi a flottában. 2015. május 15-én szállították le a második, 301-es számú kocsit. 2015 júliusában Dallas további két villamos kocsit rendelt. A harmadik és negyedik kocsit (303-304-es számú) 2016 nyarán szállították le.